# Amroth Castle
Amroth Castle är ett slott i sydvästra Wales. Det ligger i kustorten Amroth i Pembrokeshire, 7 km nordöst om Tenby. Nuvarande husbyggnad är från 1700-talet.